# Manuel Cabaleiro Goás
Manuel Cabaleiro Goás (La Coruña, 6 de enero de 1918 - Santiago de Compostela, 1 de febrero de 1977) fue un psiquiatra y antropólogo español.

## Carrera
Tras estudiar bachillerato en La Coruña, comenzó a estudiar medicina en la Universidad de Santiago de Compostela en 1934. Se graduó tras la Guerra Civil en 1942. Se formó en Neurología y Psiquiatría con José Pérez López-Villamil en el Sanatorio Psiquiátrico San José de Vigo. Se doctoró en 1953 en la Universidad de Madrid con la tesis: La Psiquiatría en la Medicina Popular de Galicia, dirigida por Pedro Laín Entralgo.
En 1943 abrió un sanatorio psiquiátrico en Ourense con Nicandro Pérez Vázquez. Entre 1954 y 1961 pasó varios meses en centros psiquiátricos de Francia, Suiza y Alemania, visitando Sainte-Anne, con Delay; Charenton, con Henri Baruk; Bonneval, con Henri Ey y el Centro de Tratamiento y Rehabilitación de Neuilly-sur-Marne. En 1959, la Junta Nacional de Asistencia Psiquiátrica (PANAP) inauguró el Hospital Psiquiátrico de Toén, que Cabaleiro dirigió hasta su muerte.

## Obras
- Cuestiones psiquiátricas (1959, 1963).